# نادي بارانكاس
نادي بارانكاس لكرة القدم (بالإسبانية: Barrancas Fútbol Club) هو نادي كرة قدم أرجنتيني يقع في مدينة بوينس آيرس . تأسس في عام 2023.